# Emirado de Tiblíssi
O Emirado de Tiblíssi (em georgiano: თბილისის საამირო; em árabe: إمارة تبليسي; romaniz.: Imarāt Tiflisi) foi um estado governado emires fundado pelos árabes depois da invasão da Geórgia com capital em Tiblíssi. Entre 736 e 1080 (nominalmente até 1122), foi um importante centro do domínio muçulmano no Cáucaso até ser conquistado pelo rei David IV da Geórgia em 1122. Desde então e ainda hoje a cidade é capital da Geórgia.

## História
Os árabes apareceram pela primeira vez no Principado da Ibéria (atual Geórgia) em 645. Mas foi apenas depois de 735 que conseguiram consolidar seu domínio sobre grandes porções da região. Neste mesmo ano, Maruane II (r. 747–750) tomou Tiblíssi e grande parte das redondezas, instalando ali um emir que seria confirmado pelo califa ou, por vezes, pelo osticano da Armênia árabe (Arminiya). 
Durante o período árabe, Tiblíssi (al-Tefelis) transformou-se num centro comercial que roteava mercadorias entre o mundo islâmico e a Europa Setentrional. Além disso, a cidade funcionava como um importante entreposto árabe e uma província-tampão entre o Califado e o Império Bizantino e os cazares. Com o tempo, Tiblíssi foi se convertendo ao islamismo, mas a influência se manteve restrita à cidade em si, com a zona  rural permanecendo majoritariamente cristã.
O Califado Abássida, enfraquecido pela guerra civil abássida da década de 810, o poder califal passou a ser questionado por forças secessionistas às margens do império, incluindo as estabelecidas em Tiblíssi. Na mesma época, o emirado tornou-se algo da emergente dinastia Bagrationi, que estava expandindo seu território a partir de Tao-Clarjécia pelas terras georgianas. Contudo, o Emirado de Tiblíssi ganhou força sob o comando de Ixaque ibne Ismail (r. 833–853), que se mostrou poderoso o suficiente para esmagar os príncipes georgianos e para lidar com os abássidas. Ele reteve o pagamento anual de tributos a Bagdá e declarou-se independente do califa. Em 863, para tentar acabar com a revolta o califa Mutavaquil (r. 847–861) enviou uma expedição punitiva sob o comando de Buga Alquibir (conhecido também como "Buga, o Turco"), que incendiou completamente Tiblíssi e decapitou Ixaque, acabando com qualquer possibilidade de a cidade se tornar o centro de um estado islâmico independente no Cáucaso. Os abássidas decidiram não reconstruir a cidade, o que acabou diminuindo a influência islâmica na região.
A partir da década de 1020, os reis georgianos passaram a adotar políticas que, apesar de contraditórias, eram geralmente expansionistas em relação aos emires de Tiblíssi, que, esporadicamente, caíam sob o domínio georgiano. Os territórios do emirado encolheram até se restringirem a Tiblíssi e sua vizinhança próxima. Porém, as invasões seljúcidas das décadas de 1070 e 1080 atrapalharam os avanços georgianos e atrasaram o plano bagrátida por quase meio século. A última linhagem de emires de Tiblíssi se extinguiu, presume-se, por volta de 1080 e a cidade passou a ser governada a partir daí pela oligarquia mercantil conhecida nas fontes georgianas como "tbileli berebi" (os "anciões de Tiblíssi"). As vitórias de David IV da Geórgia sobre os seljúcidas terminaram de vez com o Emirado de Tiblíssi e um exército georgiano entrou triunfalmente na cidade em 1122, acabando com quatro séculos de domínio muçulmano.
O cargo de "emir" (em georgiano: ამირა; romaniz.: amira) — atualmente uma função oficial real georgiana — sobreviveu em Tiblíssi e em outras grandes cidades da Geórgia até o século XVIII, quando foi substituído pelo cargo de "mouravi".

## Emires de Tiblíssi

### Emires suábidas
- Ismail ibne Xuabe (primeiro emir conhecido, r. até 813)
- Maomé ibne Atabe (813–829)
- Ali ibne Xuabe (829–833)
- Ixaque ibne Ismail (833–853)

### Emires xaibânidas
- Maomé ibne Calil (853–870)
- Issa ibne Axeique Axaibani (870–876)
- Ibraim (876–878)
- Gabuloque (878–880)

### Emires jafáridas
- Jafar I ibne Ali (880–914)
- Almançor ibne Jafar (914–952)
- Jafar II ibne Mançor (952–981)
- Ali ibne Jafar (981–1032)
- Jafar III ibne Ali (1032–1046)
- Almançor II ibne Jafar (1046–1054)
- Abu Alhaija ibne Jafar (1054–1062) (último emir conhecido)
- "Tbileli berebi" (1062–1068) — um concílio de anciões
- Fadalune de Ganja (1068–1080, nomeado por Alparslano)
- "Tbileli berebi" (1080–1122) — um concílio de anciões